# Peter Lindgren (musiker)
Peter Lindgren, född 6 mars 1973, är en svensk gitarrist, främst känd från bandet Opeth, där han fungerade som låtskrivare tillsammans med bandets frontman Mikael Åkerfeldt. 1991 spelade Lindgren basgitarr med Opeth som gästmusiker under ett liveframträdande, men stannade i bandet och byte till gitarr. I maj 2007 tillkännagav Peter Lindgren att han hade lämnat Opeth, på grund av bandets intensiva turnéschema och att han inte längre kände att han kunde "ge 100% till bandet".

## Diskografi (urval)
Studioalbum med Opeth
- 1995 – Orchid
- 1996 – Morningrise
- 1998 – My Arms, Your Hearse
- 1999 – Still Life
- 2001 – Blackwater Park
- 2002 – Deliverance
- 2003 – Damnation
- 2005 – Ghost Reveries

Med Steel
- 1998 – Heavy Metal Machine (EP)